# Falls of Divach
Falls of Divach [ʤiːvaχ] (auch: Divach Falls) ist ein Wasserfall des Divach Burn in das Tal des Coiltie in der Nähe der in den schottischen Highlands gelegenen Stadt Drumnadrochit. Er ist 100 Fuß (etwa 30,5 m) hoch.